# Kilteely
Kilteely (iriska: Cill Tíle) är en ort i republiken Irland.   Den ligger i grevskapet County Limerick och provinsen Munster, i den centrala delen av landet, 170 km sydväst om huvudstaden Dublin. Kilteely ligger 131 meter över havet och antalet invånare är 214.
Terrängen runt Kilteely är huvudsakligen platt. Kilteely ligger uppe på en höjd. Runt Kilteely är det ganska glesbefolkat, med 23 invånare per kvadratkilometer. Närmaste större samhälle är Tipperary, 17,3 km öster om Kilteely. Trakten runt Kilteely består i huvudsak av gräsmarker.